# Cryptanura nitidiuscula
Cryptanura nitidiuscula là một loài tò vò trong họ Ichneumonidae.